# Trioxys glaber
Trioxys glaber är en stekelart som beskrevs av Jaroslav Stary 1966. Trioxys glaber ingår i släktet Trioxys och familjen bracksteklar. Inga underarter finns listade i Catalogue of Life.